# Compagnie des Carabiniers du Prince
 (avril 2017).
Si vous disposez d'ouvrages ou d'articles de référence ou si vous connaissez des sites web de qualité traitant du thème abordé ici, merci de compléter l'article en donnant les références utiles à sa vérifiabilité et en les liant à la section « Notes et références ».
La Compagnie des Carabiniers du Prince (monégasque : Cumpagnia d’i Carrabiniei d’u Pri̍ncipu), qui compte 124 officiers, sous-officiers et hommes du rang, constitue l'unité militaire de la force publique monégasque placée sous le commandement du colonel Tony Varo depuis le 17 septembre 2019, commandant supérieur de la force publique.
Bien que la défense de la principauté de Monaco soit placée sous le protectorat de la France, une unité de protection du prince de Monaco veille à la sécurité de celui-ci et de la famille princière.

## Historique
La compagnie des Carabiniers du Prince a été créée le 8 décembre 1817 sous le règne du prince Honoré IV (par son fils Honoré Grimaldi, duc de Valentinois, administrateur de la principauté et futur Honoré V) pour la protection de la principauté de Monaco.
Si ce corps a été réorganisé à plusieurs reprises, l’unité n’a jamais cessé d’exister et a fêté son bicentenaire en 2017 par une succession d'événements tout au long de l'année écoulée.
Le 26 janvier 1904, le prince Albert Ier signe une ordonnance sanctionnant la dissolution de la Compagnie des Gardes et confie alors la garde du palais et de sa famille aux carabiniers. L’ordonnance spécifiait que « le service fait par la Compagnie des Gardes serait exécuté dorénavant par la Compagnie des Carabiniers qui prendrait la dénomination de Compagnie des Carabiniers du Prince ».
La compagnie a pour saint protecteur Sébastien.

## Organisation
Composée de 124 hommes (3 officiers, 24 sous-officiers et 97 carabiniers) la Compagnie des Carabiniers du Prince possède différents sous-ensembles spécifiques :
- une formation musicale
- un groupe de plongeurs sous-marins
- un peloton motocycliste

## L'Orchestre des Carabiniers du Prince
L'Orchestre des Carabiniers du Prince est une composante majeure de la compagnie.
Véritable vecteur de communication privilégié depuis sa création en 1966 par le prince Rainier III, il est composé de vingt-quatre carabiniers/musiciens sous les ordres d’un chef d'orchestre.
Partie intégrante de l’unité, l'orchestre n'a cependant pas la musique pour seule vocation. Les carabiniers qui le composent, reçoivent le même entraînement que leurs camarades.
Ils participent à tous les services dévolus à la Compagnie et certains de ses membres sont impliqués dans différentes spécialités mettant en valeur l'un des aspects primordiaux de la Compagnie : la polyvalence.
La diversité du répertoire de l'Orchestre lui permet de se produire lors des cérémonies officielles et à l’occasion de manifestations sportives et de concerts publics et caritatifs.
Depuis 1989, il représente le Prince Souverain à l’étranger : Albertville, Lugano, Düsseldorf, Turin, Lisbonne, Séville, Genève, Madrid, Hanovre, Colmar, Milan (Exposition Universelle 2015),  Edinburgh (Military Tattoo 2017), Moscou (Spasskaya tower Festival 2018), Dubaï ( Exposition Universelle 2021), New-York (30 ans de l'admission de Monaco à l'ONU- 2023) 

## Missions

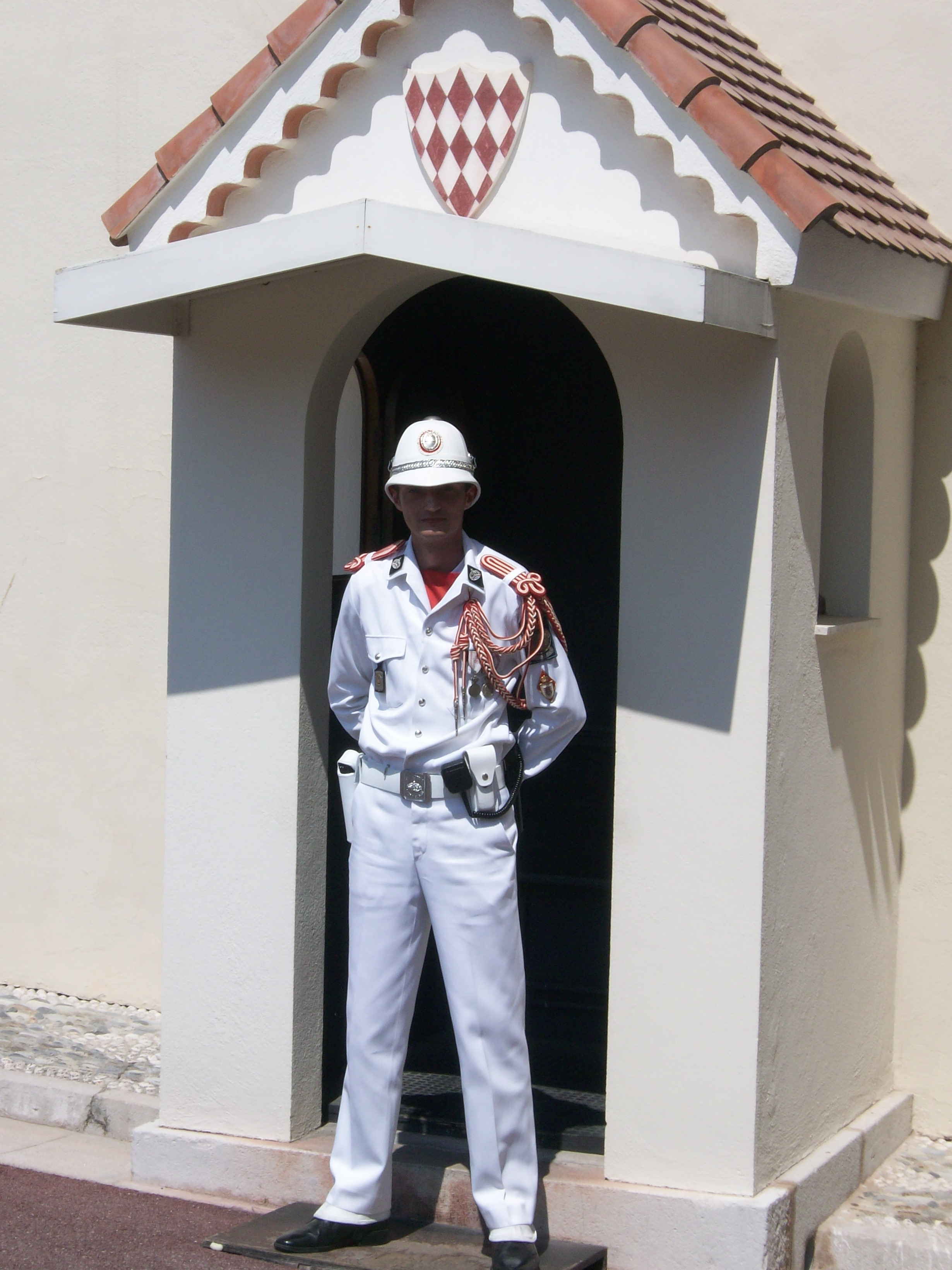
Carabinier du Prince de faction devant le palais.

Depuis sa création, les Carabiniers du Prince ont pour mission d’assurer la garde du palais et de veiller à la sécurité du souverain et de ses proches, de fournir les services d’honneur, de veiller à l’exécution des lois et de participer au maintien de l’ordre public. Le palais est gardé en permanence, vingt-quatre heures sur vingt-quatre, par deux sous-officiers, un brigadier et une unité d'intervention sur place.
La relève de la garde, réalisée tous les jours à 11 heures 55, est annoncée par un élément musical (deux tambours, deux trompettes).

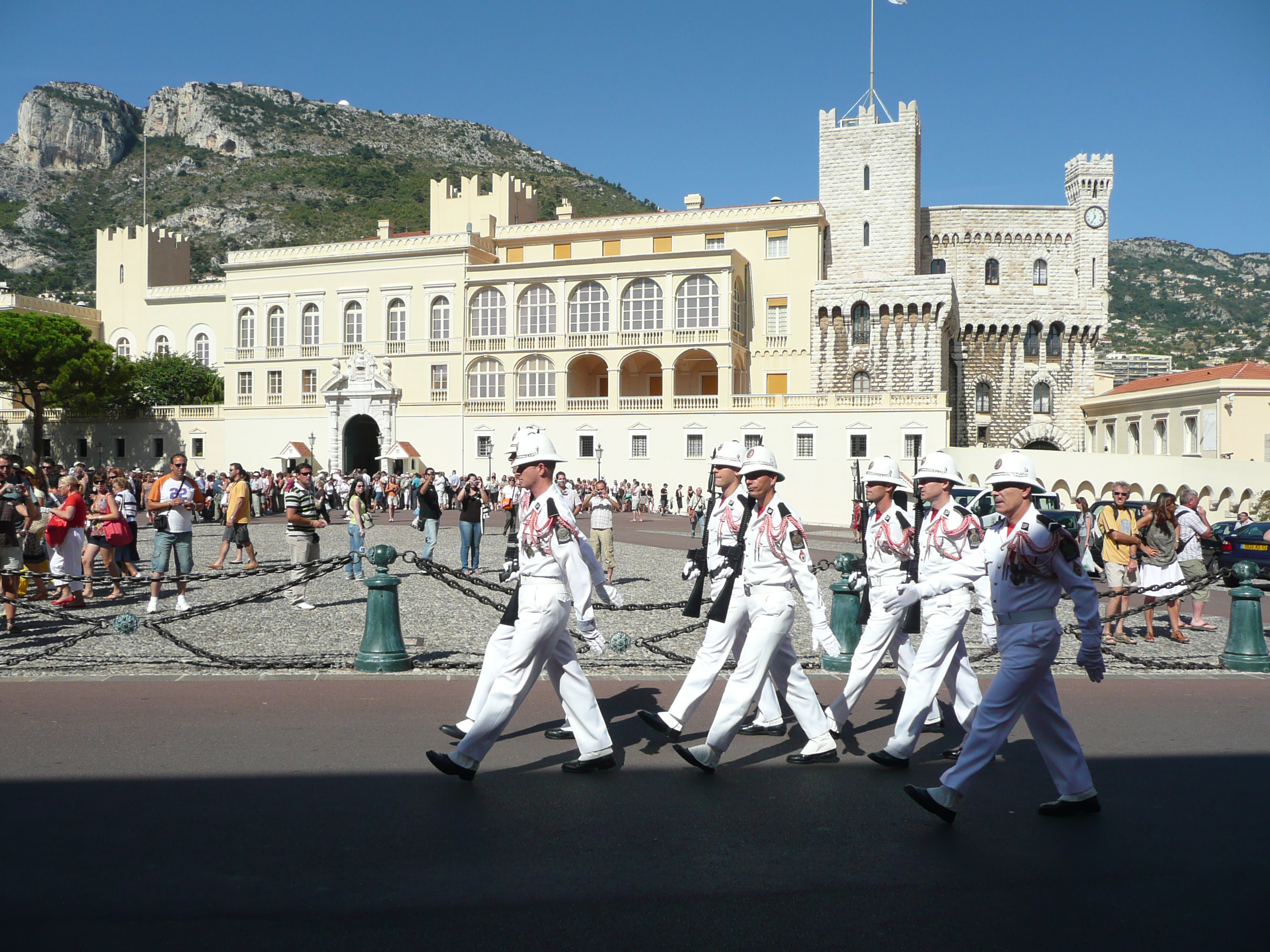
Carabiniers paradant.

La Compagnie des Carabiniers du Prince assure les services d’honneur en grande tenue. Sur « réquisition », elle escorte le corps judiciaire. Elle participe aux cérémonies officielles, civiles et religieuses, aux prises d’armes et défilés.
Elle assume également diverses missions de service public. Avec la création au sein de l’unité du secourisme militaire, la Compagnie des Carabiniers du Prince met en œuvre les ambulances de la Croix-Rouge monégasque.
Elle participe à ce titre, à la sécurité des événements sportifs ou artistiques qui ont lieu dans la Principauté, nécessitant des moyens de secours et d’évacuation. Elle est directement impliquée, le cas échéant, à la mise en œuvre des plans de secours, plan Rouge ou plan ORMOSE (Plan d’organisation monégasque des secours).
Le groupe de plongeurs sous-marins est régulièrement sollicité pour s’intégrer aux dispositifs de sécurité et participer aux diverses missions de secours lors des compétitions nautiques dans les eaux monégasques.
Ces carabiniers spécialisés participent également aux observations scientifiques en milieu sous-marin pour l’étude de la pollution en Méditerranée.
Le peloton motocycliste est chargé des missions journalières et des escortes du souverain ou de chefs d’État en visite à Monaco.

## Commandant Supérieur de la Force Publique
| Période          | Commandant Supérieur de la Force Publique |
| ---------------- | ----------------------------------------- |
| 1975 - 1987      | Colonel Jean-Paul SOUTIRAS                |
| 1987 - 1995      | Colonel François CHAIGNAUD                |
| 2009 - 2018      | Colonel Luc FRINGANT                      |
| 2018 - à ce jour | Colonel Tony VARO                         |

Le Commandant de la Force Publique dirige la Compagnie des Carabiniers ainsi que la Compagnie des Sapeurs-Pompiers
Le prince Albert II a le grade de colonel au sein de la compagnie des carabiniers, depuis le 11 novembre 1986.

## Chef de corps
| Période          | Chef de corps                                |
| ---------------- | -------------------------------------------- |
| 2022 - à ce jour | Commandant Martial Pied                      |
| 2016 - 2022      | Commandant Gilles CONVERTINI                 |
| 2007 - 2015      | Lieutenant-colonel Philippe REBAUDENGO       |
| 2005 - 2007      | Lieutenant-colonel Jacques MORANDON          |
| 1992 - 2005      | Lieutenant-colonel Luc FRINGANT              |
| 1978 - 1992      | Commandant Maurice ALLENT[réf. nécessaire]   |
| 1968 - 1978      | Chef d'Escadrons François DELAYE             |
| 1957 - 1968      | Chef d'Escadrons André SAUSSIE               |
| 1954 - 1957      | Chef d'Escadrons Lucien GARRUS               |
| 1946 - 1954      | Chef d'Escadrons Alexandre de KNORRE         |
| 1942 - 1946      | Chef d'Escadrons Xavier BUCHET               |
| 1940 - 1942      | Chef d'Escadrons Roger MINVIELLE             |
| 1939 - 1940      | Chef d'Escadrons Lucien GARRUS               |
| 1938 - 1939      | Chef d'Escadrons Roger MINVIELLE             |
| 1935 - 1938      | Chef d'Escadrons Louis JOLY                  |
| 1919 - 1935      | Chef d'Escadrons Amédée de SERRES de MESPLES |
| 1915 - 1919      | Adjudant d'Escadrons Victor KAH              |
| 1904 - 1915      | Chef d'Escadrons Etienne de CAPELLA          |

## Les carabiniers

### Recrutement

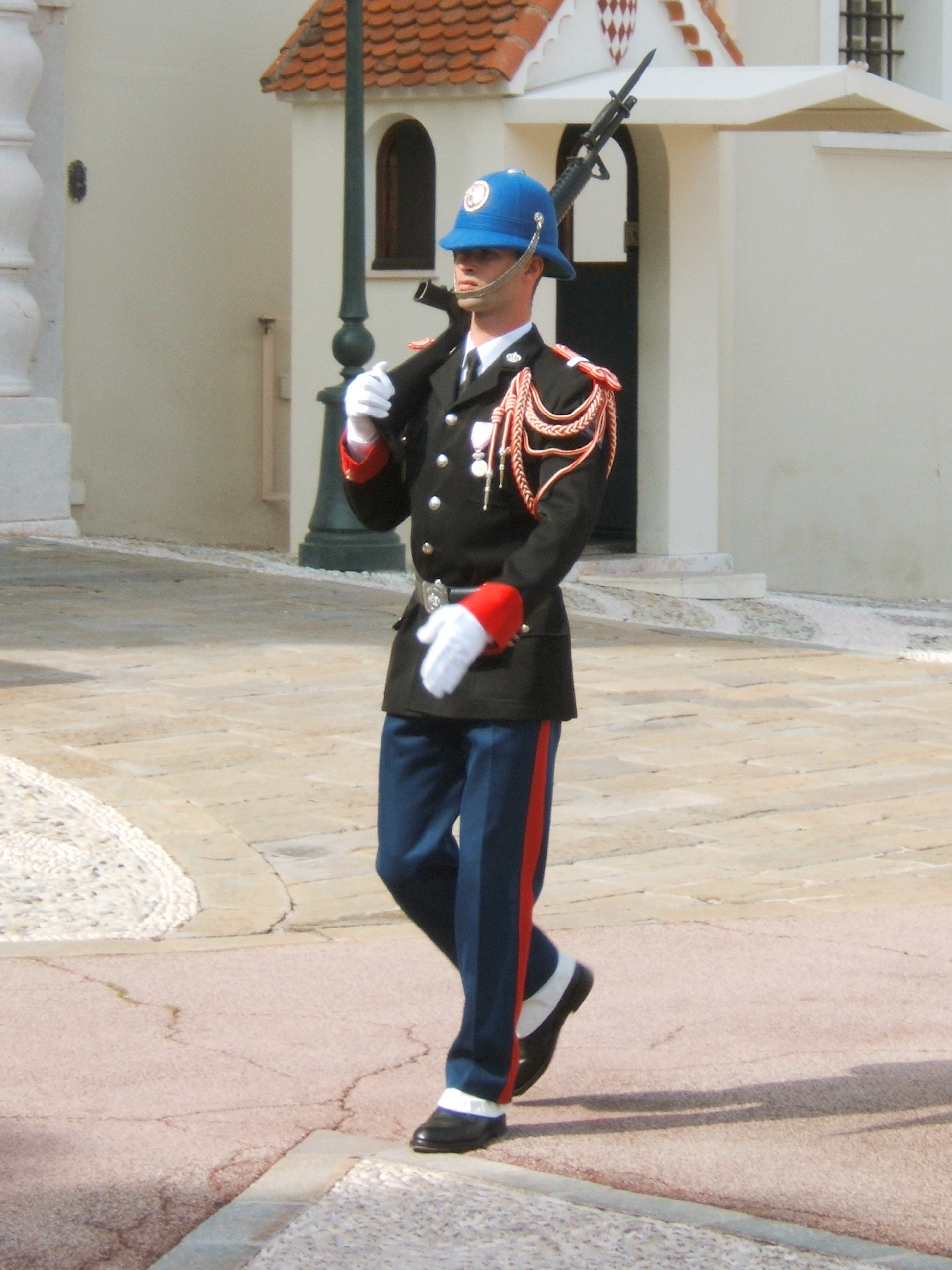
Un garde de la Compagnie des Carabiniers du Prince lors de la relève.

Les Carabiniers du Prince sont recrutés parmi des candidats francophones qui remplissent les conditions suivantes :
- être de nationalité française ou monégasque ;
- être âgé de 19 ans à 27 ans ;
- être célibataire jusqu'à la fin de la période probatoire ;
- mesurer une taille de 1,80 m à 2 m ;
- posséder un très bon état de santé ainsi qu’une excellente condition physique ;
- montrer de bonnes dispositions intellectuelles ainsi qu’un niveau scolaire suffisant ;
- être titulaire du permis B ;
- être dépourvu de tatouage apparent (en chemisette).

Les candidatures peuvent être valorisées lorsqu'elles comportent une réelle plus-value dans une spécialité représentée à la Compagnie : musique, secourisme, plongée sous-marine, mécanique et carrosserie automobile, métier du bâtiment, etc.

### Déroulement de carrière
Au moment de son incorporation, le jeune carabinier signe un premier contrat de cinq ans qui n’est validé qu’après une période d’instruction et une période de confirmation au cours desquelles aptitude et motivation sont vérifiées.
Cette confirmation intervient normalement au bout d’un an, mais la période probatoire peut être prolongée d’une, voire deux années supplémentaires.
Le carabinier peut poursuivre sa carrière par engagements successifs de cinq ans, jusqu’à l’âge de 50 ans, sous réserve de continuer à remplir toutes les conditions d’aptitude.
L’avancement au mérite permet à un certain nombre de carabiniers d’accéder aux différents grades de sous-officiers.

### Tenue et matériel
La tenue de parade demeure à quelques détails près celle du début du XXe siècle.
Les équipements et les matériels se sont modernisés au rythme des avancées technologiques. La sécurité s’est vue renforcée par la mise en place de moyens modernes.
L'arme de base depuis les années 1980 est le fusil d'assaut M-16.